# Devlet Hatun
Devlet Hatun (osmanisch دولت خاتون; geboren 1361 in Kütahya; gestorben. 1414 in Bursa) war Ehefrau des osmanischen Sultans Bayezid I. und Mutter von Mehmed I.

## Leben
Devlet Hatun war die zwölfte und letzte Ehefrau des osmanischen Sultans Bayezid I. und die Mutter von Mehmed I. Obwohl das Schild an ihrem Grab besagt, dass „Devlet“ die Tochter eines germiyanidischen Prinzen war, war sie ethnisch nichttürkischer Herkunft. Da sowohl Devlet Hatun als auch Devletşah Hatun im selben Jahr starben, wird sie häufig mit Devletşah Hatun verwechselt. Devlet Hatun starb 1414 und wurde in Bursa begraben.